# La Cretina Commedia
La Cretina Commedia è il quarto album di studio del gruppo ska punk italiano Talco, pubblicato il 20 agosto 2010 dalla Destiny Records.
L'intero album narra l'intera vita di Peppino Impastato, giovane attivista morto in un attentato il 9 maggio 1978, che combatté contro la mafia.

## Tracce
1. Intro
2. Correndo Solo
3. Dalla Grotta
4. Punta Raisi
5. Al Carneval
6. La parabola dei Battagghi
7. Ultima età
8. Non è tempo di campare
9. Onda Pazza
10. La Cretina Commedia
11. Perduto Maggio
12. La mia terra
13. Casa Memoria

## Formazione
- Tomaso De Mattia - voce, chitarra
- Emanuele Randon - chitarra, cori
- Marco Salvatici - basso, cori
- Nicola Marangon - batteria
- Enrico Marchioro - sassofono tenore
- Andrea Barin - tromba